# 細身溪脂鯉
細身溪脂鯉，為輻鰭魚綱脂鯉目脂鯉亞目頂器脂鯉科的其一種，分布於南美洲烏拉圭河流域，體長可達5.6公分，棲息在砂泥底質的溪流、沼澤、潟湖，生活習性不明。